# بيبسي ميوزيكا
بيبسي ميوزيكا، كان برنامجٌ فني غنائي شبابي يحمل اسم المشروب الغازي بيبسي وهو مأخوذ عن برنامج بيبسي تشارت العالمي.

## نبذة عن البرنامج
هو برنامج غنائي شبابي فني يستضيف أهم نجوم الغناء في الوطن العربي، كما يقدم سباق أفضل عشرين أغنية عربية أسبوعيا وأفضل خمس أغاني غربية من بيبسي تشارت، بالإضافة إلى المقابلات مع كبار نجوم العالم وتغطية أهم الأحداث الفنية في العالم العربي والغربي.

### الموسم الأول
عرض لأول مرة في عام 1999 على شاشة إم بي سي، قام بتقديمه الأردني أيمن الزيود واللبنانية ناتالي معماري وكان بإخراج باسم كريستو، صور في استديوهات إم بي سي في بيروت.

### الموسم الثاني
انتقل في عام 2001 إلى شاشة المؤسسة اللبنانية للإرسال (إل بي سي)، قدمته اللبنانية هيلدا خليفة في بيروت في نادي الهيتيك ميجا كلوب الكسليك، والمصرية زينة كاي من لندن. تولى إخراج البرنامج طوني قهوجي لغاية نهاية العام 2002.

### الموسم الثالث
عرض الموسم الثالث في عام 2003 على شاشة ال بي سي، قدمته الأردنية تالين قرش، وتولى إخراجه طوني قهوجي.